# Смолари
Смолари или Смоларе (на македонска литературна норма: Смолари) е село в община Ново село на Северна Македония.

## География
Смолари се намира в Струмишката котловина. Селото е разположено е в северното подножие на планината Беласица в областта Подгорие на 382 метра надморска височина. Отстои на 30 километра източно от град Струмица и на 8 километра югоизточно от общинския център Ново село. Южно от селото на река Ломница е разположен известният Смоларски водопад, до който е изградена екопътека. Със своите 39.5 метра пад на водата е най-високият в планината Беласица. Смолари е изходен пункт за планинарски дом Шарена чешма и триграничния връх Тумба.

## История
Селото се споменава в османски дефтер от 1570 година под името Свилани. През същата година в селото живеят 12 християнски домакинства. В края на ХVI век Исмолярче е в състава на нахия Уструмджа, лива Кюстендил. През 1591 година след смъртта на предишния тимариот Мехмед част от селото е дадено като тимар от 5000 акчета на Хаджи, син на Касъм от Ширван, а друга част - на Мюртаза, син на Халил.
През XIX век селото е чисто българско, числящо се към Петричка кааза. В „Етнография на вилаетите Адрианопол, Монастир и Салоника“, издадена в Константинопол в 1878 година и отразяваща статистиката на населението от 1873, Смоларе (Smolaré) е посочено като село с 80 домакинства, като жителите му са 298 българи.
В 1891 година Георги Стрезов пише за селото:
| „ | Смолари, на З от Петрич 6 часа. Сградено е на една тумба при левия бряг на Струмица, срещу Ново село. Работят коприна; излиза добро грозде, ориз и овощия. Църква, в която четат български; българско училище с 21 ученика. Броят на къщите не е по-голям от 110. | “ |

Съгласно статистиката на Васил Кънчов („Македония. Етнография и статистика“) от 1900 година Смолар (Смалари) е населявано от 750 жители, всички българи християни.
В началото на XX век цялото село е под върховенството на Българската екзархия. По данни на секретаря на екзархията Димитър Мишев („La Macédoine et sa Population Chrétienne“) през 1905 година в Смоларе има 784 българи екзархисти. Там функционира българско начално училище с един учител и 31 ученици.
Митрополит Емилиан Мелнишки пише, че на 10 януари 1908 година в селото е убит българският учител, а по-късно войвода Константин от българи, оглавявани от новия български учител, син на петричанина Тодор Алгов.
При избухването на Балканската война през 1912 година осемнадесет души от селото са доброволци в Македоно-одринското опълчение.
През 1913 година по време на Междусъюзническата война селото е завзето и частично опожарено от гръцката армия.
Според преброяването от 2002 година селото има 659 жители, всички северномакедонци.

## Личности
Родени в Смолари
- Атанас Ефтимов (1901 – 1923), деец на ВМРО, загинал в сражение със сръбска войска на 8 март 1923 година[12]
- Атанас Харизанов (1873 – след 1943), деец на ВМОРО
- Васил Ангелов, македоно-одрински опълченец, четата на Иван Смоларски[13]
- Георги Аврам, македоно-одрински опълченец, четата на Иван Смоларски[14]
- Иван Смоларски (1872 - 1928), български революционер, войвода на ВМОРО.

Починали в Смолари
- Антон Христов Лекарски, български военен деец, подпоручик, загинал през Първата световна война[15]
- Асен Чолаков (1898 – 1923), деец на ВМРО